# Mullaghareirk
Le Mullaghareirk Mountains (dal gaelico irlandese Mullach an Radhairc, che significa "sommità della vista") sono una catena montuosa situata in Irlanda, più precisamente a cavallo di tre contee: quella di Kerry, quella di Cork e quella di Limerick. Tutte queste fanno parte della provincia amministrativa del Munster. Su queste montagne sono situati alcuni villaggi, tra cui Mountcollins, Tournafulla, Brosna e Rockchapel.
La cima più alta tocca i 408 metri sul livello del mare. Il fiume Allaughaun, affluente del Feale, ha la propria sorgente all'estremità orientale della catena.